# Afrolixa macula
Afrolixa macula är en tvåvingeart som beskrevs av Charles Howard Curran 1939. Afrolixa macula ingår i släktet Afrolixa och familjen parasitflugor. Inga underarter finns listade i Catalogue of Life.